# Karin Enström
Karin Enström   (Helga Trefaldighet, 23 de març de 1966), nascuda Landerholm és una política i oficial militar sueca del Partit Moderat, que va exercir com a ministra de Defensa al govern suec entre 2012 i 2014.

## Carrera política
Enström és membre del Riksdag des de 1998, representant el comtat d'Estocolm. Va ser membre del Comitè de Defensa del 2002 al 2010, exercint-ne com a presidenta des del 2008. Després de les Eleccions legislatives sueques de 2010 va ser nomenada presidenta de la Comissió d'Afers Exteriors i també va ser membre de la Delegació de Guerra i del Consell de Política Exterior. Enström va ser comissionada com a oficial el 1987, va aprovar el curs del Royal War College (Kungliga Krigshögskolan) el 1988 i el seu curs superior el 1993. Actualment ocupa el rang de capità del cos amfibi suec. És membre de l'Ajuntament de Vaxholm des de 1994 i va ser presidenta del consell entre 2002 i 2006.

## Altres activitats
- Consell Europeu de Relacions Exteriors, membre del Consell[2]

## Vida personal
Enström és la filla del cirurgià general Staffan Landerholm i Olena (nascuda Tingdahl). El seu germà major, Henrik Landerholm, és ambaixador de Suècia a Riga des de l'1 de setembre de 2013. La seva germana, Louise Landerholm Bill, està casada amb Per Bill.
Està casada amb Anders Enström, un tinent coronel del Cos Amfibi de la Caserna General del Personal Tàctic de la Marina. Té tres fills.